# Grzegorz Lissowski
Grzegorz Maciej Lissowski – polski socjolog, profesor pracujący na Uniwersytecie Warszawskim.
W 1965 roku ukończył studia socjologiczne w Instytucie Socjologii Uniwersytetu Warszawskiego. Doktoryzował się w 1975 roku, natomiast habilitację uzyskał w 1992 roku pracą pt. Prawa indywidualne a wybór społeczny. W 2009 roku uzyskał tytuł profesora. 9 czerwca 2010 oficjalnie otrzymał nominację profesorską od pełniącego obowiązki Prezydenta RP Bronisława Komorowskiego. Pracuje w Instytucie Socjologii Uniwersytetu Warszawskiego na stanowisku kierownika Zakładu Statystyki, Demografii i Socjologii Matematycznej.
Do jego zainteresowań naukowych wliczają się zastosowania metod formalnych w naukach społecznych, zwłaszcza metody statystyczne i socjologia matematyczna, oraz różne działy teorii podejmowania decyzji, w szczególności teoria wyboru społecznego.

## Wybrane publikacje
- Interpretacja mierników statystycznych, 1976
- Struktura badania statystycznego, 1977
- Rola praw statystycznych w wyjaśnianiu i przewidywaniu, 1978
- Prawa indywidualne a wybór społeczny, 1992
- Zasady sprawiedliwego podziału dóbr, 2008
- Podstawy statystyki dla socjologów (współautor), 2008